# Međunarodna geografska olimpijada
Međunardna geografska Olimpijada je godišnje takmičenje učenika uzrasta od 16 do 19 godina širom sveta. Učesnici Olimpijade predstavljaju njihove države, birani između hiljadu učesnika na njihovim sopstvenim Nacionalnim geografskim olimpijadama. IGeo je test sposobnosti svih učesnika u prostornim obrascima i procesima. Ovo takmičenje se sastoji iz tri dela: pisanog testa, multimedijalnog testa  i praktičnog rada koji je vođen primenom kartografije uz geografsku analizu. Program takmičenja takođe uključuje poster prezentaciju timova, upoznavanja različitih kulturnih znamenitosti učesnika kao i upoznavnje sa kulturom i običajima zemlje domaćina.
Međunarodna Geografska Olimpijada je organizovana od strane Internacionalne Geografske Unije (IGU).

## Istorija takmičenja
Pre prve iGeo, 1996. preporučeno je da se takmičenje održava svake druge godine. Pošto je takimčenje postajalo sve popularnije, od 2012. takmičenje se održava svake godine. Koliko je takmičenje postalo popularno govore podaci o broju učesnika. U Hagu na prvoj olimpijadi je učestvovalo 5 zemalja, već 2008. u Tunisu je bilo 24 zemlje učesnice, da bi na poslednjoj olimpijadi 2016. u Pekingu, Kina učestvovalo 45 zemalja. Sledeća olimpijda će biti održana 2017. u Beogradu.

## Cilj takmičenja
Ciljevi Međunarodne Geografske Olimpijade su:
- da promoviše geografsku nauku,
- da podstiče ineraktivnije učenje među mladim ljudima,
- da podstiče kvalitetniji pristup nastavi geografije širom sveta.

## Opšti uslovi takmičenja
- IGeo je takmičenje između učenika. Svaka zemlja ili region može da učestvuje na olimpijadi prijavljivanjem tima od 4 člana.
- Tim je sastavljen od učenika srednje škole ili učenika koji još uvek nisu upisali viši nivo obrazovanja. Moraju da imaju manje od 20 godina pre 30. juna iste godine.
- U pratnji učenika mora biti dvoje odraslih ljudi, među kojima je jedan tim lider, a druga osoba je odgovorna za posebne zadatke kao što je prevođenje.
- Zvanični jezik olimpijade je engleski jezik. Svi učesnici su u obavezi da sve odgovore daju na engleskom jeziku. Učesnici kojima engleski jezik nije maternji mogu da koriste rečnike.

## Srbija na Međunarodnoj geografskoj olimpijadi
Učenici srednjih škola iz Srbije su prvi put učestvovali na Međunarodnoj geografskoj olimpijadi 2014. održane u Krakovu, Poljska. Tim su predstavljali polaznici Regionalnog centara za talente Beograd 2. Od te godine Centar za talente Beograd 2 uz podršku Geografskog fakulteta organizuje Nacionalnu geografsku olimpijadu. Ona obuhvata škole širom Srbije.